# 12940 Gijsnelemans
A 12940 Gijsnelemans (ideiglenes jelöléssel (12940) 4588 P-L) a Naprendszer kisbolygóövében található aszteroida. Cornelis Johannes van Houten, Ingrid van Houten-Groeneveld és Tom Gehrels fedezte fel 1960. szeptember 24-én.

## Kapcsolódó szócikk
- Kisbolygók listája (12501–13000)